# Club Nacional Táchira
El Club Nacional Táchira fou un club de futbol veneçolà de la ciutat de San Cristóbal.
Va ser fundat el 1996, com un intent de continuar la tasca de Atlético San Cristóbal. Fou campió de lliga la temporada 2001-02 en derrotar Estudiantes de Mérida a les finals. El 2002 fou venut i acabà desapareixent.

## Palmarès
- Lliga veneçolana de futbol:[1]
  - 2001-02